# Simon Property Group
Simon Property Group, Inc. es una empresa estadounidense de bienes raíces comerciales, uno de los mayores fideicomisos de inversión en bienes raíces minoristas (REIT) y el mayor operador de centros comerciales de los Estados Unidos.
La compañía opera cinco plataformas inmobiliarias minoristas: centros comerciales regionales, centros de outlet premium, The Mills, centros comunitarios / de estilo de vida y propiedades internacionales. Posee o tiene participación en más de 204 propiedades que comprenden aproximadamente 241 000 000 pies cuadrados (22 400 000 m²) de área bruta alquilable en América del Norte y Asia. La compañía tiene su sede en Indianápolis, Indiana y emplea a más de 5000 personas. Se cotiza en la Bolsa de Nueva York con el símbolo SPG y forma parte del S&P 100.

## Historia
Simon Property Group se formó en 1993 cuando la mayoría de los intereses de centros comerciales de Melvin Simon & Associates se convirtió en una empresa que cotiza en bolsa. Melvin Simon & Associates, propiedad de los hermanos Melvin Simon y Herbert Simon, fue fundada en 1960 en Indianápolis, Indiana, y había sido durante mucho tiempo uno de los principales desarrolladores de centros comerciales en los Estados Unidos.
En 1996, Simon DeBartolo Group se creó cuando Simon Property se fusionó con el ex rival DeBartolo Realty Corp. Esto fue poco después de que DeBartolo Realty se convirtiera en una empresa que cotiza en bolsa y abarca los intereses de centros comerciales de la familia Edward J. DeBartolo Sr., otro desarrollador líder. Simon DeBartolo adquirió rápidamente activos en la industria entonces fragmentada. Las adquisiciones notables incluyeron The Retail Property Trust y un grupo de propiedades propiedad del plan de pensiones de IBM en 1997 y Corporate Property Investors (CPI) en 1998. Tras la adquisición de CPI en 1998, la empresa anunció que volvería a su nombre original, Simon Property Group. , ya que la familia DeBartolo estaba reanudando su operación de desarrollo inmobiliario privado mientras conservaba su interés en Simon.
Simon continuó siendo un prolífico comprador de centros comerciales, incluida una cartera de New England Development en 1999; varias propiedades de primera de Rodamco North America en 2002 (incluyendo Houston Galleria en Houston, Texas y SouthPark Mall en Charlotte, Carolina del Norte); varias propiedades de alto perfil como Dadeland Mall, Fashion Valley Mall, Copley Place, Fashion Center en Pentagon City y Stanford Shopping Center; y en 2004, Chelsea Premium Outlets (ahora simplemente llamado "Premium Outlets"). En 2003, Simon se convirtió en copropietario de The Kravco Company, que se convirtió en Kravco Simon. El mismo año, se lanzó un programa de membresía para niños llamado Simon Kidgits Club. El club contó con personajes de ficción como Jake y Harriet. Estos personajes fueron desarrollados por Simon Brand Ventures, una subsidiaria de marca de la compañía. El 3 de abril de 2007, una sociedad que incluía a Simon acordó adquirir Mills Corporation. 
En junio de 2011, Simon se asoció con Nintendo para proporcionar puntos de acceso Wi-Fi 3DS gratuitos en casi 200 de sus centros comerciales. Posteriormente, esto se amplió o se modificó para brindar compatibilidad con computadoras portátiles y dispositivos móviles. En septiembre de 2011, Simon adquirió el histórico Southdale Center, ubicado en Edina.

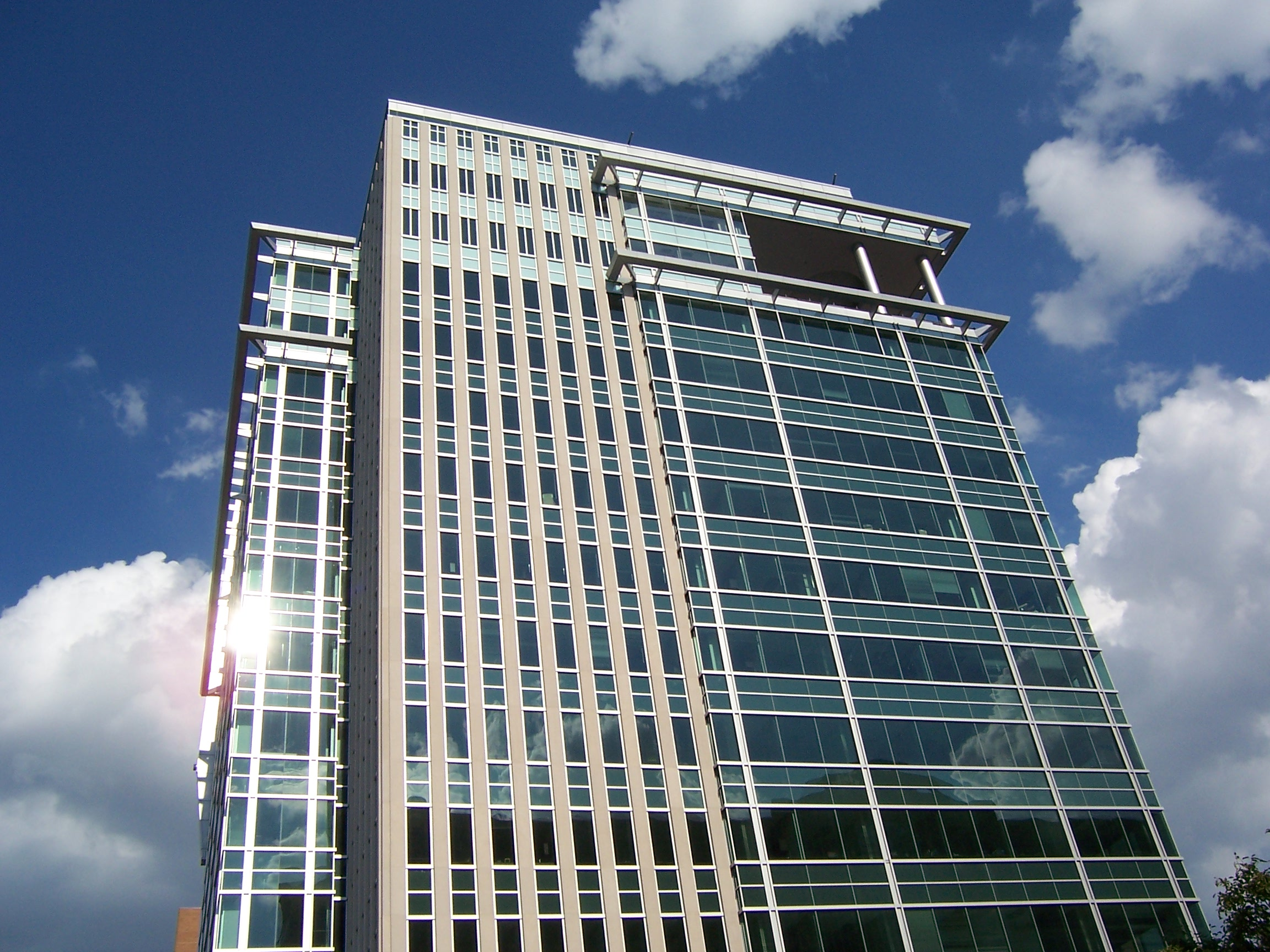
Sede corporativa de Simon en Indianapolis.

En diciembre de 2013, Simon anunció que formaría un REIT de sus centros comerciales más pequeños y centros comerciales comunitarios llamado Washington Prime Group (inicialmente llamado SpinCo). La escisión se creó en mayo de 2014 y estaba dirigida por Mark Ordan, quien fue el último CEO de Mills Corporation, comprada por Simon. Los centros comerciales regionales en WPG todavía eran administrados por Simon y marcados como Simon Properties en los sitios web y dentro de sus centros comerciales hasta principios de 2016, mientras que Washington Prime administraba los "centros de striptease" de la cartera internamente. En septiembre de 2014, WPG anunció la adquisición de Glimcher Realty Trust y sus propiedades, en las que Washington Prime Group pasaría a llamarse WP Glimcher cuando se hiciera el trato. El acuerdo se completó en enero de 2015. Como parte del acuerdo, Simon adquirió Jersey Gardens (renombrado como "The Mills at Jersey Gardens" y se agregó a la cartera de Mills) en Elizabeth, Nueva Jersey y University Park Village en Fort Worth, Texas. mientras que WP Glimcher adquirió Brunswick Square en East Brunswick, Nueva Jersey de Simon.
El 10 de febrero de 2020 se anunció que Simon Property Group había firmado un acuerdo para adquirir Taubman Centers competidores por $ 52.50 la acción, en un acuerdo valorado en $ 3.6 mil millones. 
El 18 de marzo de 2020, la compañía anunció en un comunicado de prensa que cerraría todos sus centros comerciales de EE. UU. hasta el 29 de marzo, en respuesta a la pandemia de la enfermedad por coronavirus de 2019. 
En agosto de 2020, según se informa, Amazon está en conversaciones con SPG para convertir a los grandes minoristas ancla en centros de cumplimiento en los centros comerciales de América del Norte. 